# تاكاهيرو كيمورا
تاكاهيرو كيمورا (باليابانية: 木村 孝洋) (4 أبريل 1957 في هيروشيما في اليابان – )؛ هو لاعب كرة قدم ياباني سابق كان يلعب كلاعب وسط.

## السيرة
ولد كيمورا في فوتشو، هيروشيما في 4 أبريل 1957. بعد تخرجه من جامعة واسيدا، انضم إلى ناديه المحلي مازدا (سانفريتشي هيروشيما لاحقًا) في عام 1983. اعتزل في عام 1988.

## وصلات خارجية
- تاكاهيرو كيمورا على موقع Soccerway.com (الإنجليزية)
- تاكاهيرو كيمورا على موقع عالم كرة القدم.نت (الإنجليزية)

- J.League Data Site (باليابانية)